# Thaumetopoea bonjeani
Thaumetopoea bonjeani är en fjärilsart som beskrevs av Powell. Thaumetopoea bonjeani ingår i släktet Thaumetopoea och familjen tandspinnare. Inga underarter finns listade i Catalogue of Life.